# Rubus andrewsianus
Rubus andrewsianus är en rosväxtart som beskrevs av Blanchard. Rubus andrewsianus ingår i släktet rubusar, och familjen rosväxter. Inga underarter finns listade i Catalogue of Life.